# Lonja de la Verdura (Alicante)
La Lonja de la Verdura de Alicante (España) fue un mercado municipal dedicado a la venta mayorista de frutas y hortalizas, situado en el centro de la ciudad. Construida en la década de 1930, desempeñó un papel fundamental en el abastecimiento de productos frescos a la población alicantina durante gran parte del siglo XX. El edificio fue demolido en 1992, y en su lugar se habilitó un aparcamiento en superficie que continúa en funcionamiento hasta la actualidad.

## Historia
La lonja se estableció en la calle Capitán Segarra, en una parcela estratégica cercana al Mercado Central de Alicante. Su construcción respondió a la necesidad de centralizar y modernizar la distribución de productos agrícolas en la ciudad, facilitando las transacciones entre agricultores, mayoristas y minoristas. Durante décadas, la Lonja de la Verdura fue un punto neurálgico en la vida comercial de Alicante, especialmente en el sector hortofrutícola.
En 1973, con la inauguración del nuevo Mercado Central de Frutas y Hortalizas en el Llano del Espartal, gestionado por Mercalicante, muchas de las funciones mayoristas de la lonja se trasladaron a estas modernas instalaciones. Este cambio marcó el inicio del declive de la lonja original, que fue perdiendo actividad progresivamente.
En 1992, el edificio de la Lonja de la Verdura fue demolido, y en su lugar se habilitó un aparcamiento en superficie con 183 plazas, conocido como "Parking La Lonja", gestionado por la empresa Pavapark.
En 2021, surgió una iniciativa ciudadana que proponía transformar el aparcamiento de la antigua lonja en un parque urbano con zonas verdes, juegos infantiles y espacios de descanso. La propuesta argumentaba la necesidad de recuperar espacios para el disfrute de los residentes en una zona densamente poblada y con escasez de áreas verdes. Además, se destacaba el valor histórico del recinto, que aún conserva una valla de hierro forjado con marcas de metralla de los bombardeos sufridos por la ciudad durante la guerra civil española.